# Hildegard Heyne
Hildegard Sidonie Pauline Heyne (geboren am 17. Februar 1878 in Leipzig; gestorben am 26. November 1964 ebenda) war eine deutsche Kunsthistorikerin. Von 1908 bis 1943 war sie am Museum der bildenden Künste in Leipzig tätig und seit 1922 Leiterin der Graphischen Sammlung des Museums.

## Wirken

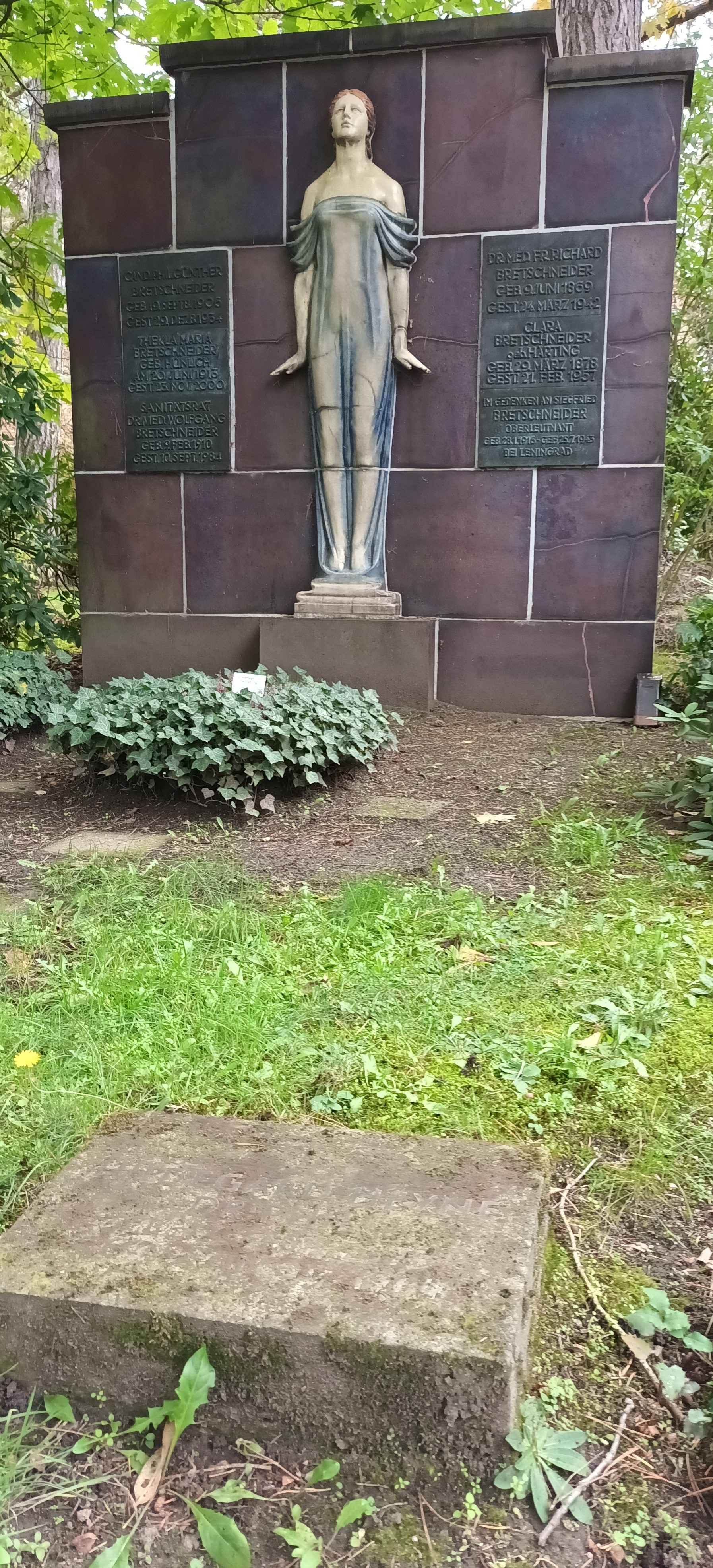
Grabstätte Hildegard Heyne (Grauer Liegestein im Bildvordergrund)

Hildegard Heyne war die Tochter des Regierungsrates an der Kreishauptmannschaft Leipzig Viktor Alexander Heyne und seiner Frau Helene, geb. Ledig. Sie besuchte die höhere Mädchenschule und das Sprachlehrerinnenseminar in Leipzig. Anschließend studierte sie an der Universität Leipzig Kunstgeschichte bei August Schmarsow, jedoch ohne Abschluss. Seit 1908 arbeitete sie als wissenschaftliche Hilfskraft am Museum der bildenden Künste in Leipzig. Daneben unterrichtete sie Kunstgeschichte an Privatschulen und gehörte dem Leipziger Kunstverein an, für den sie Vorträge hielt. Anlässlich einer Ausstellung mit Werken von Max Klinger gab sie im Juli 1907 eine Einführung in dessen Werk heraus und betreute die Graphische Sammlung. Am 31. Januar 1920 wurde sie an der Universität Freiburg ohne dort je studiert zu haben mit einer Dissertation über Das Gleichnis von den klugen und törichten Jungfrauen bei Joseph Sauer und Hans Jantzen zum Dr. phil. promoviert. Im gleichen Jahr wurde sie am Museum zum Kustos ernannt. Mit dem Wechsel des bisherigen Leiters der Graphischen Sammlung Hermann Voss nach Berlin übernahm sie im Januar 1922 dessen Funktion. Für das Allgemeine Lexikon der Bildenden Künstler von der Antike bis zur Gegenwart verfasste sie seit 1920 Beiträge für mehrere Bände, vor allem aber engagierte sie sich für das Werk von Max Klinger.
Als Kustodin des Museums der bildenden Künste war sie im Jahr 1939 am Ankauf beschlagnahmter Kunstwerke aus dem Besitz der Familie Heine und des Musikverleger Henri Hinrichsen und dessen Sohn Paul Hinrichsen (1912–1943) beteiligt. Darunter befanden sich Werke von Fritz von Uhde und Max Klinger. Die mit der Schätzung und Übernahme der Kunstwerke beauftragte Firma des Kunst- und Antiquitätenhändlers Gustav Werner (1859–1945) sollte zudem als „entartete Kunst“ geltenden Werke von Edvard Munch oder Auguste Renoir in die Schweiz verkaufen und für die Devisenstelle zu Geld machen. 1943 trat sie in den Ruhestand.
Hildegard Heyne wurde im Grab Brettschneider auf dem Südfriedhof, IX. Abteilung, in Leipzig beigesetzt.

## Veröffentlichungen (Auswahl)
- Max Klinger im Rahmen der modernen Weltanschauung und Kunst. Leitfaden zum Verständnis Klinger’scher Werke. Georg Wigand, Leipzig 1907 (archive.org).
- mit Albrecht Kurzwelly, Eduard Eyßen, Walther Biehl: Das Bildnis in Leipzig vom Ende des 17. Jahrhunderts bis zur Biedermeierzeit. Aus Anlass der vom Stadtgeschichtlichen Museum zu Leipzig 1912 veranstalteten Porträtausstellung. Hiersemann, Leipzig 1912.
- Die Leipziger Bildnismalerei von 1700–1850. In: Der Cicerone. Halbmonatsschrift für die Interessen des Kunstforschers & Sammlers. Band 4, Heft 15, 1912, S. 591–604, doi:10.11588/diglit.25673.188.
- Oskar Zwintschers künstlerische Entwicklung. In: Die Kunst. Monatsheft für freie und angewandte Kunst. Band 33. F. Bruckmann, München 1916, S. 376–389 (Textarchiv – Internet Archive).
- Leipziger Museumsführer. Teil 1: Gemälde der Gegenwart und des 19. Jahrhunderts. Zugleich Anleitung zum Verständnis künstlerischer Werte. Haessel, Leipzig 1921.
- Max Klinger. Gedanken und Bilder. Aus der Werkstatt des werdenden Meisters. Koehler & Amelang, Leipzig 1925.
- Karl Mahr als Buchillustrator. In: Deutsche Buchkünstler und Gebrauchsgraphiker der Gegenwart (= Archiv für Buchgewerbe und Gebrauchsgraphik. Band 63, 2. Beilage). Deutscher Buchgewerbeverein, Leipzig 1926, OCLC 313770635.
- Adrian Ludwig Richter. Braun, Mülhausen im Elsass [o. J., um 1943].
- Max Klinger. Zum Gedenken an seinen 90. Geburtstag am 18. Februar 1947. Röder, Leipzig 1947, OCLC 72140631.